# المر کلیفتون
المر کلیفتون (انگلیسی: Elmer Clifton؛ ۱۴ مارس ۱۸۹۰ – ۱۵ اکتبر ۱۹۴۹) هنرپیشه و کارگردان اهل ایالات متحده آمریکا بود.
از فیلم‌هایی که وی در آن نقش داشته است، می‌توان به تعصب اشاره کرد.